# Johnny Dorelli
Johnny Dorelli, pseudoniem van Giorgio Guidi (Meda, 20 februari 1937) is een Italiaanse zanger en acteur.
In 1958 en 1959 won hij in koppel met Domenico Modugno het San Remo Festival met respectievelijk Nel blu di pinto di blu (Volare) en Piove (Ciao, ciao bambina). In die tijd was het festival nog de preselectie voor het Eurovisiesongfestival maar Modugno kreeg twee keer de voorkeur boven Dorelli. Tot 1969 deed Johnny Dorelli nog een aantal keren mee aan het Sanremosongfestival. Zijn grootste hit is L'Immensità uit 1967, waarvan hij meer verkocht dan de componist Don Backy zelf. Ook van zijn versie van Love in Portofino verkocht Dorelli de meeste platen.
Andere opmerkelijke nummers zijn onder andere Lettera a Pinocchio (1960) en Solo Più Che Mai (cover van Sinatra's Strangers In The Night) (1966).
In 2007 maakte de crooner na 38 jaar zijn rentree op het podium van Sanremo met het jazzy liedje Meglio così (gecomponeerd, gearrangeerd en gedirigeerd door de in 1924 geboren Gianni Ferrio).